# Il ragazzo e l'airone
Il ragazzo e l'airone (君たちはどう生きるか?, Kimi-tachi wa dō ikiru ka, lett. "E voi come vivrete?") è un film d'animazione del 2023 scritto e diretto da Hayao Miyazaki.
Prodotto dallo Studio Ghibli, il protagonista è un bambino di nome Mahito Maki che, guidato da un airone parlante, scopre nella sua nuova casa una torre abbandonata al cui interno si trova un mondo fantastico popolato da strane creature.
La pellicola è la prima di Miyazaki dal 2013, anno in cui annunciò il suo ritiro dopo Si alza il vento a causa dell'età avanzata. A luglio 2016 decise però di ritornare a dedicarsi a un nuovo progetto, ispirato alla sua infanzia e ad alcuni romanzi, tra cui E voi come vivrete? di Genzaburō Yoshino, dal quale vennero tratti il titolo e le tematiche filosofiche (ma non il soggetto). La produzione iniziò nel maggio successivo e durò complessivamente sette anni, in conseguenza alla scelta del regista di rallentare il processo di animazione. Non ci furono né limiti di tempo né di budget e lo Studio Ghibli ricevette aiuto dallo Studio Ponoc e finanziamenti ulteriori da accordi presi con piattaforme di streaming sulla distribuzione degli altri prodotti del catalogo; tutto ciò portò il produttore Toshio Suzuki a dire che probabilmente sarebbe diventato il lungometraggio più costoso mai realizzato in Giappone.
Terminato ad ottobre 2022, fu distribuito da Tōhō nelle sale cinematografiche giapponesi il 14 luglio 2023. La sua uscita non venne preceduta da alcuna campagna promozionale e, eccezion fatta per un singolo poster, non vennero divulgate immagini o informazioni circa la trama, il cast e le maestranze coinvolte. Nonostante ciò, riscosse al botteghino quasi trecento milioni di dollari, diventando uno dei più grandi incassi nella storia degli anime. Venne acclamato dalla critica cinematografica e vinse numerosi riconoscimenti, tra cui il Premio Oscar, divenendo il secondo film in tecnica tradizionale a riceverlo dopo La città incantata, sempre di Miyazaki. Ottenne anche il Golden Globe e il BAFTA per il miglior film d'animazione, primo lungometraggio in 2D e non in lingua inglese. Infine, venne inserito dalla National Board of Review tra i dieci migliori film dell'anno.

## Trama
Tokyo, 1944. Mentre la Guerra del Pacifico infuria, il dodicenne Mahito Maki perde la madre Hisako durante un bombardamento aereo che causa l'incendio di un quartiere di Tokyo, il quale coinvolge l'ospedale in cui era ricoverata. Mahito corre verso l'incendio e si lancia tra le fiamme per salvare la madre, ma è troppo tardi.
L'anno successivo il padre Shoichi, progettista di aerei, si risposa con Natsuko, la sorella minore di Hisako. Per allontanarsi dalla guerra, la famiglia si trasferisce in campagna nella residenza di famiglia di Natsuko (e prima di Hisako), dove Mahito fatica ad abituarsi alla nuova casa. Il ragazzo soffre per la perdita della madre e per la scoperta della gravidanza della zia-matrigna. 
Un giorno, vedendo un misterioso airone cenerino nel giardino della tenuta, lo insegue fino al vicino bosco, dove lo vede addentrarsi nelle rovine di una strana torre abbandonata. Nel frattempo, Natsuko si è accorta che il ragazzo manca in casa da diverso tempo, e si precipita con le anziane serve a cercarlo. Due di queste riescono a ritrovarlo proprio mentre Mahito si sta facendo strada nel tunnel di accesso alla torre, ostruito da terra e detriti. Tornati a casa, Natsuko racconta a Mahito la storia della torre, costruita da un suo prozio come pertinenza privata della casa, e gli proibisce di tornarci. 
L'indomani, Mahito viene introdotto nella sua nuova scuola, dove non è ben visto dai compagni. Già durante il tragitto di ritorno a casa finisce per azzuffarsi con un altro ragazzino, ma poco prima di arrivare alla residenza decide di ferirsi intenzionalmente alla testa con una pietra, per peggiorare le sue condizioni. Il padre Shuichi, tornato dal lavoro, insiste per sapere il nome dell'aggressore che lo ha colpito in quel modo, tuttavia Mahito rifiuta di dirne il nome; ottiene però di non tornare a scuola finché non sarà guarito del tutto. 
Durante la convalescenza, l'airone appare alla finestra della camera dove il ragazzo è allettato, e si dimostra inspiegabilmente capace di parlare, quando grida beffardamente le parole "Mahito, salvami!", ovvero quelle che il ragazzo risente nei suoi incubi della notte dell'incendio in cui morì sua madre. Furioso, Mahito lo insegue fino allo stagno nonostante il malessere, dove l'airone gli parla nuovamente, insinuando che sua madre in realtà sia ancora viva, e lo aspetta nella torre proibita. Il ragazzo viene allora attaccato da una folla di rane parlanti emerse dallo stagno, ed è solo l'intervento di Natsuko armata di arco e frecce a salvarlo, precipitatasi di nuovo alla sua ricerca con le anziane domestiche. 
Dopo quest'episodio Mahito, che comincia a star meglio, decide di costruirsi arco e frecce con le piume dell'airone cadute in giardino, con l'intenzione di catturarlo. Nella sua stanza trova anche una copia del romanzo E voi come vivrete? con una dedica della madre Hisako, che intendeva regalarglielo quando fosse stato abbastanza grande. La lettura del libro viene nuovamente interrotta dall'airone, e quando Mahito si alza per scacciarlo scorge dalla finestra la zia Natsuko, che con i capelli sciolti sta attraversando il giardino dirigendosi verso il bosco. 
Più tardi sente le grida delle domestiche che cercano allarmate Natsuko, non ancora rientrata. Mahito scende per unirsi al gruppo e ricorda la direzione in cui aveva visto dirigersi la matrigna, decidendo di seguire il percorso fino al bosco insieme alla domestica brontolona Kiriko. 
Qui ritrova l'airone, che deride Mahito e lo informa che dovrà inoltrarsi nella torre, se vorrà salvare la zia e rivedere la madre. Una volta all'interno, l'uccello gli mostra quella che sembra la madre Hisako dormiente, che però si scioglie non appena toccata da Mahito, rivelandosi solo un'abile illusione. Irato, il ragazzo colpisce l'airone al becco con una freccia, rivelando così il piccolo e grottesco uomo-spirito che vive all'interno dell'uccello. Sconfitto, l'airone accetta - sotto imposizione di un misterioso Signore della Torre, apparso fugacemente - di guidare Mahito e la riluttante Kiriko nel mondo magico che si cela oltre la torre, alla ricerca di Hisako e Natsuko. 
Qui Mahito incontra diversi personaggi, tra cui una vigorosa pescatrice che lo ospita a casa sua, che si rivelerà essere Kiriko da giovane; i tondi Wara-wara, ovvero spiritelli dei non-nati, e uno stormo di pellicani parlanti che cercano di mangiarli; e la venerabile Himi, dotata del potere del fuoco, che in un'occasione interviene per salvare i Wara-wara da un attacco dei pellicani.
Nel frattempo, nel nostro mondo, il padre Shoichi è preoccupato perché sua moglie incinta, suo figlio e una domestica risultano spariti ormai da vari giorni. Le altre vecchiette della casa gli accennano allora della torre misteriosa, e di come anche la sua prima moglie Hisako, quando era ancora ragazzina e viveva nella tenuta, vi sparì per un anno intero, per poi tornare indietro come nulla fosse successo. Shoichi decide allora di guidare una spedizione armata verso la torre. 
Nel loro mondo parallelo, Mahito e l'airone cercano di intrufolarsi nella capanna del fabbro ferraio, ultimo ostacolo prima di poter raggiungere il castello in cui è nascosta Natsuko, ma vengono sorpresi da un gruppo di parrocchetti carnivori, altra specie che abita quel mondo ed è dotata di parola. Li salva giusto in tempo una nuova apparizione di Himi, che si mostra a Mahito per la prima volta nella sua forma reale: una ragazzina mora con i capelli raccolti e un grembiulino di cotone un po' datato.
Himi guida il ragazzo attraverso il castello, spiegandogli come eludere la sorveglianza dei parrocchetti, che lo hanno interamente occupato sotto il comando del loro re. Natsuko si trova nella cosiddetta "sala parto", ma la sua prima reazione è di aggredire il nipote e figliastro; si placa solo dopo che Mahito la chiama "mamma" per la prima volta. Quando lasciano il palazzo, tuttavia, Himi viene catturata dai parrocchetti di pattuglia nell'edificio.
Mentre cerca di salvare Himi, Mahito sale in cima alla torre più alta del castello e incontra il Signore della Torre, che rivela di essere il suo prozio, un potente mago e scienziato che aveva trovato un meteorite e costruitovi intorno la torre. L'anziano mago gli rivela la storia della torre, un misterioso manufatto che consente il passaggio tra dimensioni diverse; gli chiede di restare per succedergli come garante di pace e di equilibrio. Il suo regno infatti si regge su un fragile equilibrio e crollerà senza una guida, un ruolo che può essere ricoperto solo da un suo consanguineo privo di malizia. Ma Mahito rifiuta, preferendo tornare nel proprio mondo e confessa di essersi auto-inflitto la ferita alla testa, pertanto non è privo di malizia e sentimenti negativi. Il malvagio Re Parrocchetto, che ha rapito Himi, brama il potere del prozio e constatando che il vecchio non ha più un successore, tenta di prendere il potere; nella foga causa accidentalmente la rovina del mondo parallelo distruggendo la magica scala di equilibri che il prozio voleva affidare a Mahito.
Fuggendo dal regno magico in rovina, Mahito offre a Himi di portarla con sé, ma la ragazza rifiuta, affermando di essere una versione della madre Hisako da giovane e di dover tornare nel proprio mondo per garantire che lo stesso Mahito possa nascere. Inseguiti dai parrocchetti, Mahito, Natsuko e l'airone trovano l'uscita dalla torre e ritornano a casa, dove riabbracciano il padre, che li cercava disperatamente. In più, anche i pellicani e i parrocchetti sono riusciti a salvarsi dal collasso del mondo, compreso il Re Parrocchetto, trasformatosi in un normale pappagallo come i suoi ex sudditi.
Quattro anni più tardi, la famiglia Maki, ritrovata l'armonia, fa ritorno a Tokyo dopo la fine della guerra. Tuttavia Mahito, ricorda infine di essersi portato via un frammento del mondo magico che brilla di luce propria nella sua mano.

## Produzione

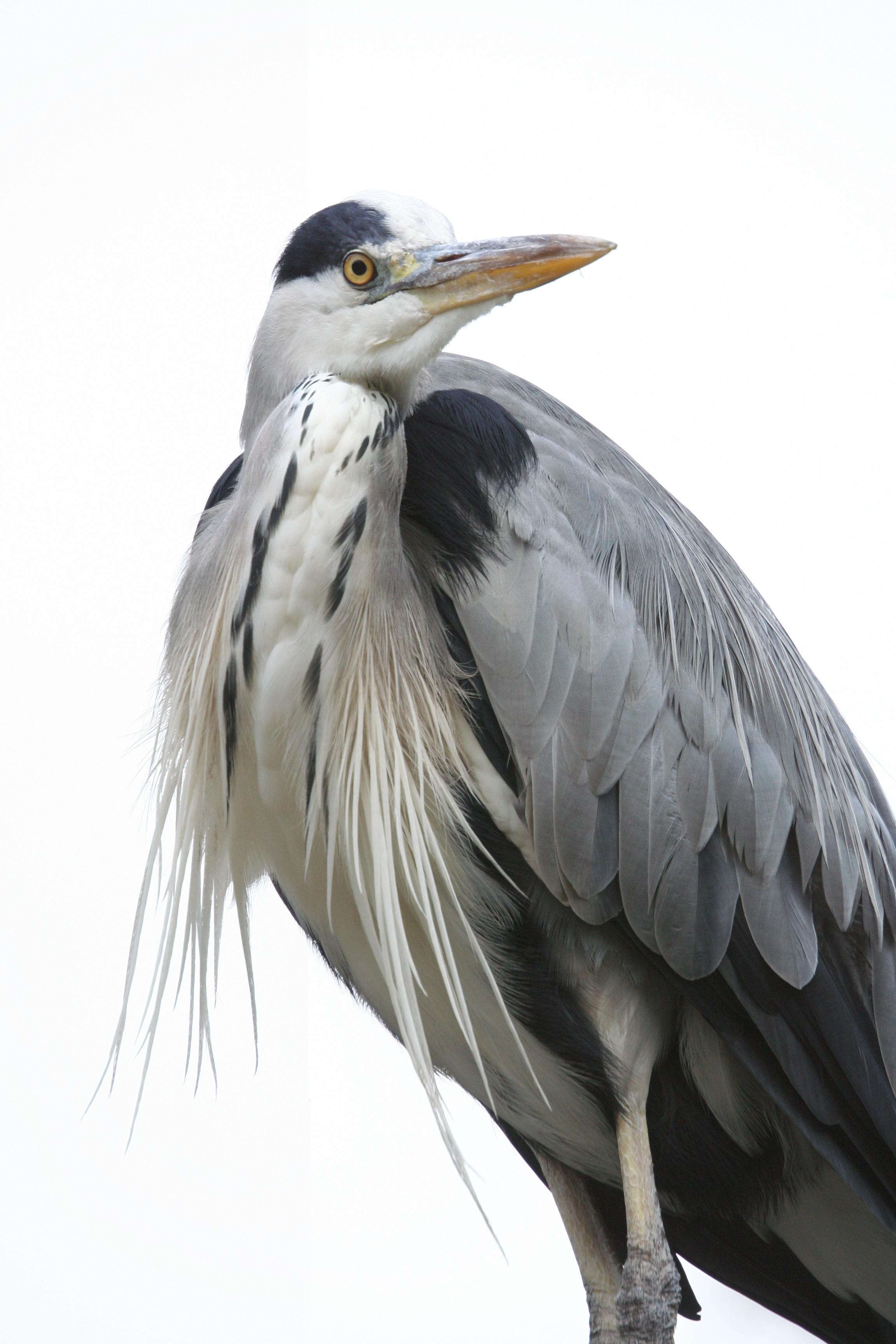
Un airone cenerino

### Dal ritiro alla proposta del film
In seguito alla realizzazione di Si alza il vento, nel settembre del 2013 Hayao Miyazaki tenne una conferenza stampa a Venezia in cui annunciava il suo ritiro dalla produzione dei lungometraggi, giudicati ormai troppo faticosi per la sua età: «So di aver detto che mi sarei ritirato molte volte in passato. Molti di voi penseranno: "Ancora". Ma questa volta sono abbastanza serio». Tuttavia, dopo aver completato il cortometraggio Kemushi no Boro (毛虫のボロ? lett. "Boro il bruco"), decise nel 2016 di ritornare sui suoi passi e di dirigere un nuovo film d'animazione; il momento del ripensamento venne immortalato nel finale del documentario di Kaku Arakawa Never-Ending Man: Hayao Miyazaki:
(Charles Solomon)
A luglio di quello stesso anno cominciò a lavorare sullo storyboard del progetto cinematografico, che poi propose ai produttori il mese successivo: esso si configurava come un'unione tra due romanzi, ovverosia Il libro delle cose perdute di John Connolly, che forniva una sorta di «vaga struttura» per la vicenda vera e propria, e La torre spettrale di Ranpo Edogawa, che Miyazaki amava da bambino e da cui venne tratta l'idea della torre in cui si perde Mahito Maki. Nel documento di proposta il regista scrisse anche un commento: «Non c’è niente di più patetico che dire al mondo che andrai in pensione per via della tua età e poi ritornare per l'ennesima volta. È davvero possibile accettare quanto ciò sia patetico e comunque sia farlo? Un anziano che si illude di essere ancora in grado, nonostante la sua dimenticanza geriatrica, non dimostra di aver superato il proprio meglio? Sì, potete scommetterci.»

### La riapertura dello Studio Ghibli
Al ritorno di Miyazaki, venne riaperto lo Studio Ghibli e furono riassunti per lavorare nel progetto svariati collaboratori che avevano lasciato l'azienda, come per esempio i montatori Takeshi Seyama e Rie Matsubara: il primo non prendeva più parte a un progetto cinematografico da Si alza il vento, mentre la seconda aveva ricevuto svariati altri ingaggi al di fuori dello Studio Ghibli successivamente a Quando c'era Marnie (2014), diretto da Hiromasa Yonebayashi. Venne reintrodotto anche l'animatore chiave Takeshi Honda, il quale aveva recentemente preso parte alla tetralogia cinematografica dei Rebuild of Evangelion della Gainax. Kōji Hoshino e Kiyofumi Nakajima, rispettivamente ex e neo-presidente dello studio, ricoprirono, assieme a Gorō Miyazaki, la funzione di produttori esecutivi. Il 19 maggio 2017 il sito ufficiale dello studio creò un annuncio per assumere nuovi animatori. In un evento all'Università di Waseda di ottobre venne rivelato che il titolo del film sarebbe stato Kimi-tachi wa dō ikiru ka (君たちはどう生きるか?), ovvero quello del romanzo del 1937 E voi come vivrete? di Genzaburō Yoshino. In un'intervista, Suzuki affermò che Miyazaki stesse lavorando alla pellicola per suo nipote, come modo per comunicargli che «Il nonno se ne andrà presto nell'aldilà, ma si lascia alle spalle questo film»; esso venne considerato anche un dono agli artisti delle future generazioni.

### 2017-2022: il processo di lavorazione e le sue difficoltà
Inizialmente presso lo Studio Ghibli si pensò di distribuire l'opera in occasione dei Giochi della XXXII Olimpiade di Tokyo, ma ad agosto 2018 Suzuki disse che essa non sarebbe stata completata almeno fino al 2021 o 2022. In un'intervista del 2019 con NHK, Miyazaki allo stesso modo dichiarò che il film non sarebbe stato completato in tempi brevi e che, se da giovane riusciva ad animare dieci minuti al mese, ora non riusciva a realizzare più di un minuto al mese. Mesi dopo fu rivelato che a fine ottobre 2019 il lungometraggio era completo al 15%. A maggio 2020, Suzuki lo descrisse a Entertainment Weekly come un «grande film fantastico», dicendo anche che sessanta animatori ci stavano lavorando e che circa trentasei minuti erano stati completamente animati dopo tre anni di produzione: «Stiamo ancora disegnando tutto a mano, ma ci vuole più tempo per completare un film perché stiamo disegnando più fotogrammi». A dicembre inoltre rivelò che la realizzazione procedeva senza limiti temporali, similmente all'ultimo film di Isao Takahata del 2013 La storia della Principessa Splendente (che aveva richiesto otto anni di produzione), e che il processo di animazione era finito a metà, nonostante il rallentamento dei lavori dovuto alle restrizioni scattate per la pandemia di COVID-19 che obbligava i dipendenti a lavorare a casa. Aggiunse infine che il film sarebbe durato 125 minuti e che Miyazaki aveva espresso il desiderio di lavorare contemporaneamente a un adattamento del romanzo Earwig e la strega, concretizzatosi poi per mano del figlio Gorō: la trasposizione cinematografica, realizzata completamente in CGI, venne trasmessa in prima TV a fine 2020 e al cinema nel 2021. Il produttore spiegò anche di aver preferito che il regista si occupasse quasi esclusivamente della realizzazione degli storyboard, mentre la direzione dell'animazione e la cura del character design erano state affidate al più giovane Honda. La lavorazione non venne limitata neanche dal budget e Suzuki stesso la ritenne la più costosa mai vista «per qualsiasi altro film che sia mai stato realizzato in Giappone, probabilmente»; in tal senso supererebbe quella de La storia della Principessa Splendente, per il quale vennero impiegati circa 5150000000 ¥. Per questo motivo, si rese necessario ricorrere a nuovi stratagemmi finanziari, come ad esempio la stipulazione di un accordo con alcune piattaforme di streaming, tra le quali Netflix, per rendere disponibili sul loro catalogo i prodotti dello Studio Ghibli: Miyazaki, non avendo un computer o uno smartphone e non conoscendo lo streaming come tipologia di fruizione cinematografica, venne convinto da Suzuki ad appoggiare questa collaborazione poiché essa avrebbe aiutato a coprire i costi di produzione del lungometraggio. Per la prima volta inoltre, lo Studio Ghibli venne aiutato dallo Studio Ponoc, che era stato fondato nel 2015 proprio da alcuni ex-dipendenti, tra cui il produttore Yoshiaki Nishimura, il quale spiegò, durante una conferenza stampa per la presentazione del film The Imaginary di Yoshiyuki Momose, che «un prodotto d'animazione richiede una dedizione straordinaria. Quando sai che altri team sono alla disperata ricerca di portare a termine il lavoro e hanno bisogno di più personale, li aiuti e basta. È così che è stato. Questo è il nostro orgoglio collettivo».
Durante la lavorazione de Earwig e la strega il direttore della fotografia Atsushi Okui, collaboratore di lunga data del regista, propose a quest'ultimo l'idea di usare il Dolby Cinema per Il ragazzo e l'airone, ricevendo la sua approvazione. Okui era particolarmente attratto dalla capacità della tecnologia di mantenere la nitidezza dell'immagine nelle scene luminose evitando che le aree scure diventassero eccessivamente nere. Ad ottobre del 2021, Miyazaki, intervistato dalla rivista T, affermò di creare il film perché non aveva una risposta alla domanda del titolo, mentre Suzuki ribadì quanto fosse un progetto ambizioso. L'anno successivo Hoshino affermò nel corso di una conferenza stampa che la produzione stava procedendo abbastanza bene, anche durante la pandemia, ed era quasi completata, senza tuttavia specificare una data d'uscita. Aggiunse poi che il film sarebbe stato «davvero l'ultimo di Miyazaki», sebbene quest'ultimo non lo avesse mai esplicitamente considerato in questi termini.
A giugno 2023, Suzuki chiarì che Il ragazzo e l'airone non si configurava come una rivisitazione dell'opera letteraria di Yoshino, ma come una storia a sé stante dallo stesso titolo e dagli stessi temi. Complessivamente, la produzione dell'opera durò sette anni, due e mezzo dei quali interamente dedicati dalle attività di pre-produzione.

## Colonna sonora

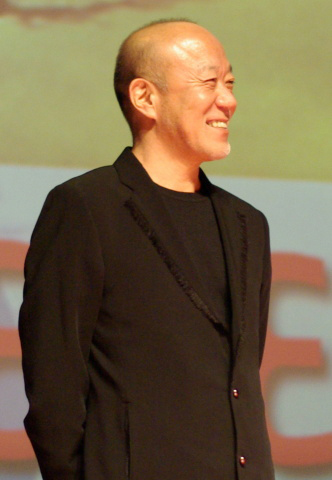
Il compositore della colonna sonora del film Joe Hisaishi (qui nel 2008)

La colonna sonora de Il ragazzo e l'airone è stata composta da Joe Hisaishi, alla sua undicesima collaborazione con Miyazaki. Costituita da trentasette composizioni, venne pubblicata in Giappone il 9 agosto 2023 da Tokuma Japan Communications. A differenza degli altri lavori realizzati per il regista e per lo Studio Ghibli, essa si caratterizza per uno stile musicale maggiormente minimale (con alcuni pezzi incentrati esclusivamente su un unico strumento, il pianoforte) e per un'atmosfera più malinconica e cupa.

### Spinning Globe
Il giorno dell'uscita nelle sale del film, il cantante j-pop Kenshi Yonezu rivelò sul suo profilo Twitter ufficiale di aver composto e interpretato la canzone Chikyūgi (地球儀? lett. "Globo terrestre") (nota anche con il titolo internazionale Spinning Globe), inserita nei titoli di coda. Egli raccontò di essere stato contattato da Miyazaki nel 2018, dopo che questi aveva ascoltato in radio Paprika (パプリカ?), il brano che aveva realizzato per le olimpiadi estive di Tokyo, eseguito dal gruppo corale di bambini Foorin. Suzuki vide Miyazaki cantarlo con dei bambini all'asilo dello studio. La composizione della musica e del testo richiese un processo di cinque anni, durante i quali Yonezu venne aiutato dallo storyboard consegnatogli dal regista e dalle spiegazioni che ricevette durante alcuni incontri presso lo Studio Ghibli. La demo venne personalmente revisionata dal regista, come raccontato da Yonezu:
Il pezzo venne poi pubblicato come singolo il 17 luglio 2023 in download digitale, con in copertina un layout del film dello stesso Miyazaki. Ne venne girato un videoclip, caricato sul profilo ufficiale YouTube dell'artista il 26 luglio.

## Distribuzione

### La scelta di una "anti-campagna" pubblicitaria
Il 13 dicembre 2022, Tōhō dichiarò che Il ragazzo e l'airone sarebbe stato distribuito nelle sale cinematografiche giapponesi il 14 luglio 2023. Si tratta della prima opera dello Studio Ghibli e l'unica di Miyazaki a venir distribuita contemporaneamente nelle sale tradizionali e negli IMAX, nonché nei formati Dolby Atmos, Dolby Cinema e DTS:X.
Da Suzuki arrivò la decisione di far uscire il film senza alcuna campagna promozionale, trailer o fotogrammi, a eccezione di un singolo poster, in quanto secondo lui mostrare troppo di un film portava a danneggiarlo: «Niente trailer, niente spot pubblicitari, né pubblicità sui giornali. Sotto sotto, so che è questo che gli spettatori vogliono. Se guardi i trailer di Hollywood oggigiorno ti svelano ogni dettaglio della trama del film. Cosa ne pensano gli spettatori? Penso che ce ne siano alcuni che, stando così le cose, perdono interesse nel vederli. Così ho deciso di remare in tutt'altra direzione…». Anche il cast e le maestranze coinvolte vennero tenute segrete. Dopo una proiezione in anteprima tenutasi a fine febbraio 2023, dove furono prese misure di riservatezza per evitare fughe di notizie, venne letto un messaggio di Miyazaki che diceva: «Forse non l'avete capito. Nemmeno io stesso lo capisco».
Il 29 giugno 2023, durante il Friday Road Show and Ghibli Exhibition Tokyo 2023, il produttore riferì pubblicamente che Miyazaki si era detto «preoccupato» per la mancanza di pubblicità alla sua opera, ma sottolineò di fidarsi del lavoro che c'era dietro e di credere che questa scelta fosse il meglio per il film. Suzuki affermò che, senza avere a disposizione nulla del prodotto, gli spettatori «vorranno vedere da soli di cosa parla il film. E per farlo, dovranno andare al cinema». Di conseguenza, si scelse di mostrare nella locandina solo un disegno del regista, mostrato in dettaglio per non far capire chiaramente di cosa si trattasse: Suzuki ne realizzò almeno dieci versioni, ognuna con un ingrandimento differente dell'illustrazione. Ulteriore scelta peculiare fu l'assenza nel poster di qualsiasi altra scritta oltre alla data di uscita, al titolo e al nome del regista; solamente a seguito della pubblicazione della canzone di Yonezu venne organizzato un piccolo tour promozionale presso varie cittadine del Giappone del Reissue Cat-chan Bus, un veicolo simile a un vecchio camper contenente la riproduzione della stanza presente sulla copertina del singolo, visitabile dagli appassionati: la prima tappa fu la piazza T-Site del quartiere di Daikan'yama a Shibuya (Tōkyō), dove rimase il 26, 29 e il 30 luglio.

### Le presentazioni ai festival cinematografici

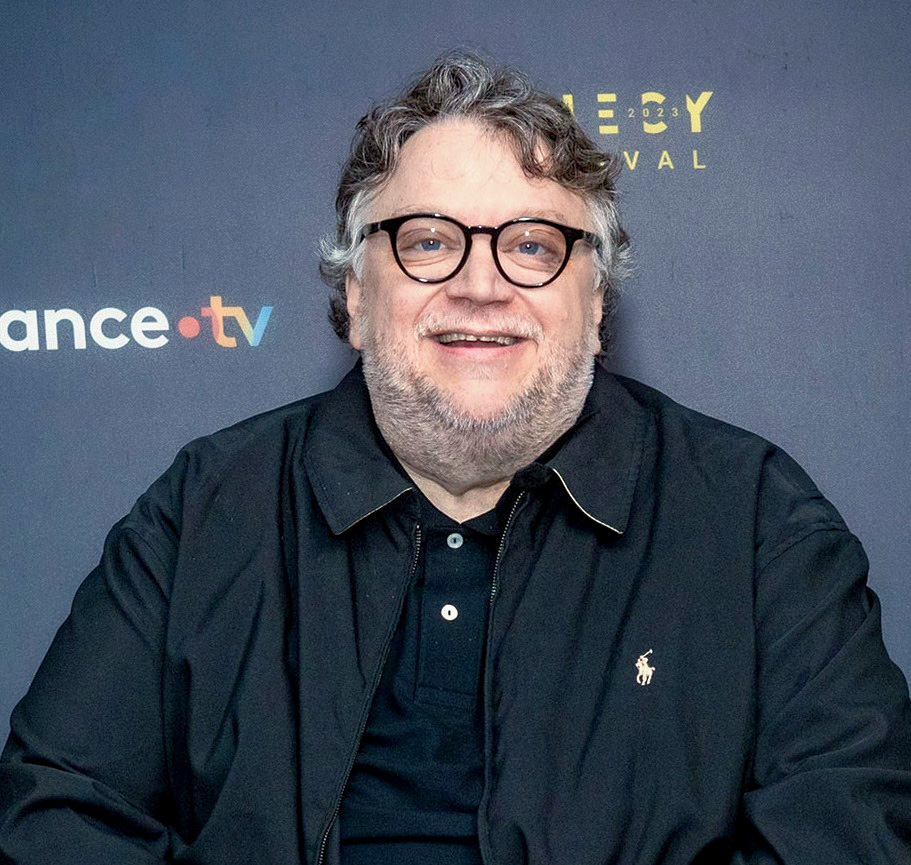
Guillermo del Toro presentò Il ragazzo e l'airone al TIFF vista la decisione di Miyazaki di astenersi dalla campagna promozionale per il film, mondiale e locale

Secondo la rivista Variety, già un mese prima della distribuzione in Giappone il film era stato opzionato da vari distributori internazionali per la distribuzione in diversi Paesi esteri. Immediatamente dopo l'uscita nei cinema locali, GKIDS confermò di averne acquisito i diritti per il Nord America e ne annunciò una distribuzione cinematografica in quel territorio (con l'idea di renderla la più ampia della sua storia aziendale), con il titolo internazionale ufficiale The Boy and the Heron, per l'8 dicembre 2023, dopo una serie di proiezioni speciali che si terranno il 22 novembre. GKIDS adottò una nuova strategia di marketing, come la pubblicazione di un breve trailer prima della première internazionale, per raggiungere un pubblico più ampio preservando al contempo le volontà e l'identità dello Studio Ghibli; a sua volta esso venne anticipato da un teaser di una quarantina di secondi che presentava Il ragazzo e l'airone come «un fantasy semi-autobiografico sulla vita, la morte, e la creazione, in onore dell'amicizia, dalla mente di Hayao Miyazaki» («A semi-autobiographical fantasy about life, death, and creation, in tribute to friendship, from the mind of Hayao Miyazaki»).
Venne selezionato come film d'apertura, il primo d'animazione, del Toronto International Film Festival 2023, dove fu proiettato il 7 settembre con un'introduzione di Guillermo del Toro; in questo contesto, venne definito «il più potente film d'apertura degli ultimi decenni.» Il regista messicano ricevette da Cameron Bailey la richiesta di presentare l'opera, in quanto Miyazaki avrebbe preso la decisione di non partecipare alle attività promozionali, sia dentro che fuori il Giappone, a causa della sua età e per aumentare l'aura di mistero attorno alla pellicola.
Il 22 settembre ebbe la sua prima in Europa come film fuori concorso del Festival internazionale del cinema di San Sebastián, divenendo il primo film di Miyazaki a entrare nel programma ufficiale della rassegna; in questo contesto, Miyazaki venne insignito del premio Donostia alla carriera e mandò un filmato di ringraziamento di ventitré secondi, che fu proibito riprendere. Ancora in Spagna venne proiettato il 6 e l'8 ottobre alla cinquantaseiesima edizione del Sitges - Festival internazionale del cinema fantastico della Catalogna; il 17 ottobre venne visto in Francia al Lumière Film Festival; sul suolo statunitense fu presentato al sessantunesimo New York Film Festival e su quello canadese al quarantaduesimo Vancouver International Film Festival. In Italia fu proiettato in anteprima al festival Alice nella città, dal 18 al 29 ottobre e alla Festa del Cinema di Roma il 23 e il 24 ottobre, in versione sottotitolata, dove venne applaudito dal pubblico. È stato quindi presentato al Lucca Comics & Games il 5 novembre dello stesso anno.
Alla presentazione del film al TIFF, il vicepresidente dello Studio Ghibli Junichi Nishioka, intervistato dal giornalista Eli Glasner, affermò che, contrariamente a quanto detto, Il ragazzo e l'airone non sarà l'ultimo film di Miyazaki, «che sta già arrivando in ufficio con nuove idee» e che sarebbe attivamente e quotidianamente presente in azienda. Aggiunse poi che lo studio d'animazione non ritiene il lungometraggio come un possibile candidato per partecipare ai vari premi e concorsi cinematografici, ripudiando l'idea di associare tali opere a vittorie o sconfitte, e che l'obiettivo principale di Miyazaki sia quello che il pubblico semplicemente guardi e si goda il suo lavoro. Ad ottobre Suzuki, parlando al quotidiano francese Liberation, confermò quanto detto da Nishioka, dicendo che questo nuovo progetto avrebbe catturato a tal punto il regista da essersi dimenticato de Il ragazzo e l'airone: «Ne stavamo parlando poco fa e lui mi ha detto qualcosa che ha dell'incredibile. Ha detto: "Comunque, su cosa era il mio ultimo film [?] Non me ne ricordo." E poi ha iniziato a parlare del suo prossimo lavoro e non l'ho fermato. Finché continuerà a lavorare, non potrò andare in pensione. Lui ha 82 anni e penso che continuerà almeno fino ai 90. E io con lui.»

### Edizione italiana
In Italia il film è distribuito al cinema da Lucky Red dal 1º gennaio 2024. Venne confermata la scelta, già effettuata per il precedente lungometraggio Ghibli Earwig e la strega, di non affidare il processo di adattamento e doppiaggio a Gualtiero Cannarsi: Francesco Nicodemo e Roberta Bonuglia furono i responsabili rispettivamente della traduzione in italiano dell'opera originale e del suo adattamento, mentre Alessandro Rossi si occupò della direzione del doppiaggio.

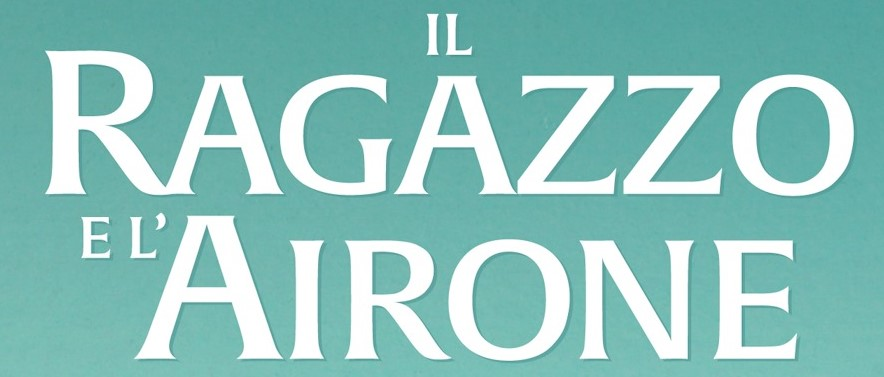
Il logo italiano del film

### Data di uscita
Le date di uscita cinematografiche internazionali furono:
- 14 luglio 2023 in Giappone (君たちはどう生きるか, Kimi-tachi wa dō ikiru ka)
- 6 ottobre in Taiwan (蒼鷺與少年, Cāng lù yǔ shàonián)
- 25 ottobre in Corea del Sud (그대들은 어떻게 살 것인가, Geudaedeul-eun eotteohge sal geos-inga)
- 27 ottobre in Spagna (El chico y la garza) e in Turchia (Çocuk ve Balıkçıl)[93]
- 1º novembre in Francia e in Belgio (Le Garçon et le Héron)[94]
- 3 novembre in Andorra
- 9 novembre in Portogallo (O Rapaz e a Garça)
- 17 novembre in Finlandia (Poika ja haikara)[95]
- 23 novembre in Repubblica Ceca (Chlapec a volavka)[96]
- 24 novembre in Norvegia (Gutten og hegren) e Svezia (Pojken och hägern)
- 29 novembre in Indonesia e nelle Filippine
- 30 novembre in Malesia e a Singapore
- 6 dicembre in Islanda
- 7 dicembre in Australia, Nuova Zelanda, Porto Rico e in Russia (Мальчик и птица)
- 8 dicembre in Canada, negli Stati Uniti (The Boy and the Heron) e in Bulgaria
- 14 dicembre in Emirati Arabi Uniti, Bahrein, Iraq, Giordania, Libano, Kuwait, Qatar, Oman, Arabia Saudita, Hong Kong e Malesia
- 22 dicembre in Estonia
- 25 dicembre in Messico
- 26 dicembre in Regno Unito e Irlanda
- 27 dicembre nei Paesi Bassi e in Egitto
- 1º gennaio 2024 in Italia (Il ragazzo e l'airone)
- 4 gennaio in Austria, Germania (Der Junge und der Reiher)[97] e Ungheria
- 11 gennaio in Argentina, Perù, Uruguay e Thailandia
- 19 gennaio in Polonia (Chłopiec i czapla)
- 1º febbraio in Grecia (Το αγόρι και ο ερωδιός) e Israele
- 8 febbraio in Danimarca (Drengen og hejren)
- 22 febbraio in Brasile (O Menino e a Garça)
- 14 marzo in Croazia (Dječak i čaplja)
- 3 aprile in Cina (你想活出怎样的人生, Nǐ xiǎng huó chū zěnyàng de rénshēng)

## Accoglienza

### Incassi
Durante il primo fine settimana, al botteghino il film riscosse circa 1830000000 ¥, arrivando a superare le cifre raccolte nel medesimo periodo da tutti i precedenti film dello studio d'animazione (compresi i 1480000000 ¥ del debutto de Il castello errante di Howl del 2004), a eccezione de La città incantata del 2001; a questi si aggiungono altri 235155050 ¥ raccolti in 44 sale IMAX, stabilendo un nuovo record di incassi per i primi tre giorni di proiezione. Complessivamente, nei primi quattro giorni attrasse 1.35 milioni di spettatori e superò la cifra di 2140000000 ¥. Tali cifre aumentarono e nel primo mese il film venne visto da 4125000 spettatori e guadagnò 6235000000 ¥, meno del precedente Si alza il vento, che invece aveva raggiunto i 7280000000 ¥. Alla tredicesima settimana di proiezione, dopo una lenta discesa, la pellicola uscì dalla top 10 al box-office. Al 24 dicembre, gli incassi superarono gli 8,66 miliardi di yen.
In Canada e negli Stati Uniti, Il ragazzo e l'airone fu il primo film dello Studio Ghibli e in generale il primo lungometraggio anime non affiliato ad alcun media fanchise a toccare la vetta del box office, aprendo con 5,2 milioni di dollari e chiudendo il fine settimane con 12,8 milioni; l'incasso complessivo in Nordamerica fu di 46832867 $. In Italia, il film debuttò il 1º gennaio 2024 al secondo posto, con 107386 spettatori e un incasso di 837278 € al botteghino; nei giorni successivi arrivò alla cima, primo film giapponese a farlo, e incassò in totale 6948186 €, con 952601 biglietti venduti. Ciò lo rende il lungometraggio d'animazione nipponico che ha più incassato in Italia; a sua volta l'Italia è il quarto Paese al mondo dopo la Cina, gli Stati Uniti e la Francia, in cui Il ragazzo e l'airone ha più guadagnato al di fuori del Giappone. In Cina dal 3 all'8 aprile ha raggiunto poco più di 518 milioni di Yuan (ovvero circa 71 milioni di dollari), risultando il miglior debutto dell'anno per una pellicola non cinese. Al 15 aprile tali incassi hanno sfiorato i 92 milioni di dollari, che cumulati con gli oltre 173 milioni del resto del mondo, portano il totale a 295 milioni.
L'industria cinematografica reagì con stupore agli incassi avuti dal film, supportato da una strategia non convenzionale di «promozione minimalista». Un tale rapido successo suscitò pareri contrastanti presso gli addetti ai lavori e soprattutto presso la distribuzione, i cui rappresentanti, esprimendo tutta la loro preoccupazione al giornalista Hiroo Ōtaka, cominciarono a temere dei possibili danni al marketing tradizionale. Oltre a ciò, Ōtaka stesso identificò altri due aspetti importanti del successo commerciale: da un lato la scelta di "lasciare l'opera a sé stessa" capitalizzando sulla sua fanbase, attraverso le discussioni e le interazioni che si creavano sui social media, e dall'altro la promozione indiretta fornita dai primi lavori dello Studio Ghibli, regolarmente presenti da un decennio nel programma televisivo Friday Road Show.

### Critica

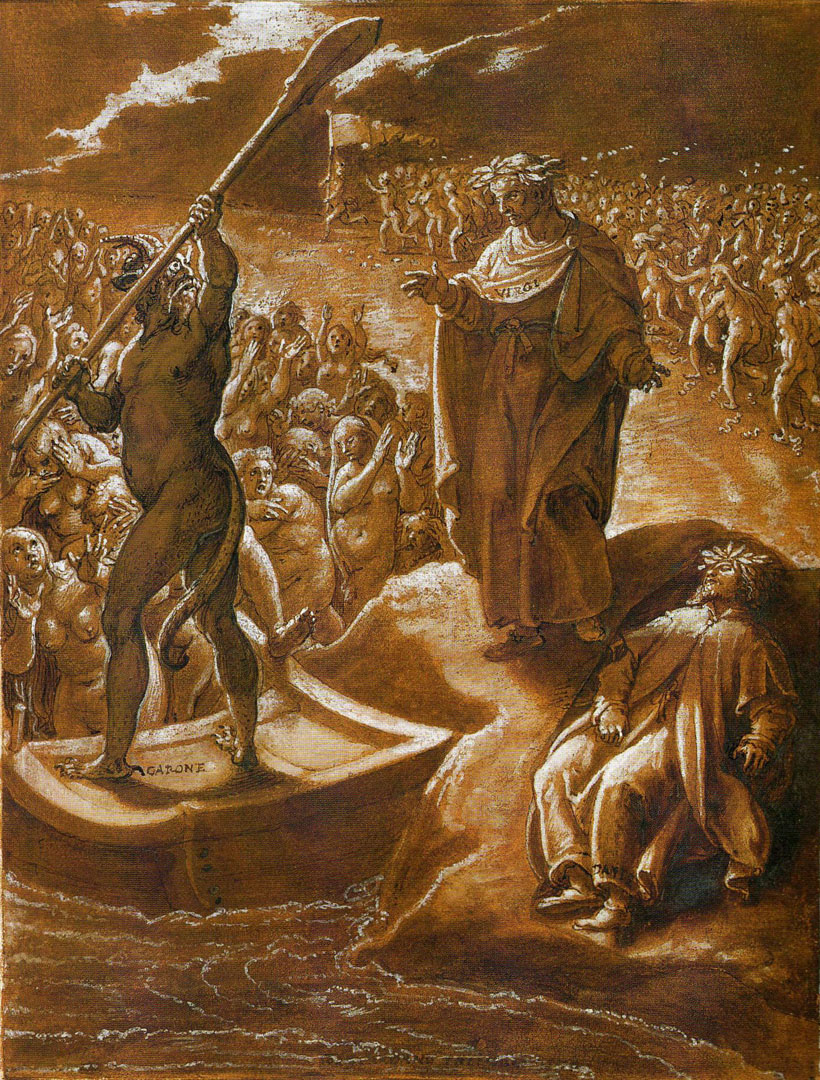
Il canto terzo dell'Inferno della Divina Commedia di Dante Alighieri (qui illustrata nel 1587 da Giovanni Stradano) viene apertamente citato ne Il ragazzo e l'airone

Il ragazzo e l'airone è stato acclamato dalla critica come un trionfo e un capolavoro dell'animazione tradizionale. Il sito aggregatore Rotten Tomatoes riporta una percentuale di gradimento del 97% basata su 267 recensioni, con un voto medio di 8.5/10; il consenso della critica è: «esplorando con passione temi stimolanti attraverso una lente meravigliosamente animata, Il ragazzo e l'airone è un altro capolavoro di Miyazaki». Il consenso del pubblico è ugualmente positivo: «Vantando un'animazione incredibile e una storia soddisfacente, Il ragazzo e l'airone offre più dell'eccellenza che Hayao Miyazaki ha abituato il pubblico ad aspettarsi». Metacritic riporta un punteggio medio di 91 su 100, ricavato da 55 opinioni della critica e indicante "acclamazione universale", laddove CinemaScore dà alla versione doppiata in lingua inglese una valutazione media di "A−" su una scala da A+ a F. Al contrario, il pubblico in Giappone si divise nel giudicare il film, ritenuto da una certa porzione eccessivamente dettagliato e carico nelle sue varie simbologie: Liz Shackleton di Deadline Hollywood affermò che le prime reazioni nelle sale nipponiche furono «miste ma generalmente favorevoli», mentre il sito Digital Spy parlò di opinioni «decisamente miste». In particolare, l'impressione generale di alcuni era che la pellicola fosse eccessivamente dettagliata e carica di significati.
Il sito Eiga Channel reputò il lungometraggio come uno dei migliori del Ghibli in termini di grafica e narrazione, ma sottolineò che i non appassionati dello studio d'animazione avrebbero potuto trovare confuse le rapide transizioni delle scene. La rivista culturale Cinemas+ osservò come nel film si attingesse a tutto il mondo immaginifico e di personaggi di Miyazaki, incorporato in una narrazione che sarebbe in qualche modo più oscura, più complessa e più personale di molte dei precedenti lavori. Time Out Japan definì l'opera «un capolavoro complesso e maturo, che intreccia il passato, il presente e il futuro del regista: un bellissimo enigma che valeva la pena vedere». Cezary Jan Strusiewicz di Polygon trovò gli elementi fantasy «assolutamente meravigliosi, e naturalmente includono inquadrature del classico cibo Ghibli dall'aspetto incredibilmente delizioso», e aggiunse che gli spettatori «possono guardare questo film più e più volte, trovando sempre qualcosa di nuovo ed eccitante»; ravvisò in più una certa nostalgia per il passato, che suggerisce l'impressione di un regista che riflette sulla propria carriera prima di andarsene e, di conseguenza, l'idea della «preparazione di un perfetto canto del cigno». Pur riconoscendone la complessità e il fatto che potrebbe non risuonare a tutti gli spettatori, Matteo Watzky di Full Frontal definì tali aspetti della pellicola come qualità tra le sue più notevoli, in quanto mettono in mostra il talento, la sottigliezza e l'immaginazione di Miyazaki. Matt Schley del The Japan Times le diede quattro stelle e mezzo su cinque, affermando: «Non sono sicuro a che punto della mia classifica dei film preferiti di Miyazaki finirà eventualmente The Boy and the Heron, ma ci sono stati momenti che mi hanno mozzato il fiato».
Le prime recensioni internazionali furono «unanimemente positive». Caryn James della BBC assegnò alla pellicola cinque stelline su cinque e la ritenne il culmine della carriera di Miyazaki, aggiungendo che potrebbe richiedere più visioni per assorbire completamente il ritmo incrollabile della narrazione, che fonderebbe la realtà tragica del tempo di guerra con l'esplorazione soprannaturale attraverso il protagonista Mahito, e il ricco arazzo di immagini, caratterizzato dalla meticolosa attenzione ai dettagli e da personaggi che assumono forme oniriche e che esemplificano l'innovazione visiva del regista. Tomris Laffly di TheWrap vide nel film un «canto del cigno così personale, artistico e in definitiva senza tempo» che lo renderebbe «il film dello Studio Ghibli più profondo e oscuro» dai tempi de Una tomba per le lucciole di Isao Takahata. David Ehrlich di IndieWire, che gli assegnò una "A", scrisse che « [...] [Il ragazzo e l'airone] trova un Miyazaki che dice addio – a noi, e al regno fatiscente dei sogni e della follia che presto si lascerà alle spalle – in maniera tanto diretta che esso si rivela, in un certo senso, un addio ancora più appropriato [di Si alza il vento]; un addio nobilitato dal timore reverenziale divino e dalla malinconia straziante di quando si guarda un vero immortale fare pace con la propria morte.» Rafael Motamayor IGN diede al film 9 su 10, scrivendo: «Miyazaki offre la conclusione perfetta della sua illustre carriera con una straordinaria avventura animata che ci ricorda quanto siamo fortunati a vivere in un'epoca in cui lo Studio Ghibli crea film». Marzia Gandolfi di Mymovies.it, con un voto di quattro stelle su cinque, intitolò la sua recensione Una vertiginosa odissea che incoraggia le nuove generazioni a impadronirsi del mondo e affermò che il film, debitore dell'opera di Lewis Carroll come Il mio vicino Totoro e La città incantata, «trasmette un condensato di tutte le impressioni di colori e forme che hanno segnato una stagione in cui l'immaginazione prevaleva ancora sulla vita. Ma sotto la furia di un'onda che ci fissa negli occhi, sotto la sua schiuma instabile, scopriamo sempre un nero insondabile e seducente che spazza via certezze e convenzioni, 'alza il vento' e solleva riflessioni filosofiche». Radheyan Simonpillai del The Guardian, in una recensione meno entusiasta ma sempre positiva, reputò il film, cui diede tre stelle su cinque, «un'aggiunta più gentile e lenta, anche se non per questo meno piena di sentimento, al canone [di Miyazaki].»
Elie Raufaste di Cahiers du cinéma dedicò nel numero di novembre 2023 un articolo di analisi di due pagine sul film, considerandolo come un completamento della riflessione fatta nel precedente Si alza il vento. Lungi dall'essere un nuovo film testamentario infatti, Il ragazzo e l'airone ha come tema fondante il «tentare di morire» per ritrovare il gusto di vivere e aprirsi umilmente agli altri; in questo senso andrebbe interpretato il titolo originale E voi come vivrete? (君たちはどう生きるか?, Kimi-tachi wa dō ikiru ka), che richiamerebbe anche il verso di Paul Valéry «bisogna tentare di vivere» che seguiva quel «si alza il vento» usato come nome per la precedente pellicola.

#### Tematiche trattate e analisi

##### Il mondo magico e lo Studio Ghibli
Il ragazzo e l'airone è uno dei film più personali del regista, che combina elementi della propria infanzia con altri ispirati alle amicizie all'interno dello Studio Ghibli. Toshio Suzuki affermò che proprio questo punto, messo in luce da Miyazaki in sede di presentazione del progetto nel 2016, fu quello che maggiormente lo sorprese, avendo egli da sempre voluto evitare temi altamente autobiografici nelle sue pellicole. Alla fine la storia venne strutturata in modo tale che i personaggi di Mahito, dell'airone e dello zio vennero ispirati a Miyazaki, Suzuki e Isao Takahata: «ha detto che [Takahata] ha scoperto il suo talento e lo ha aggiunto allo staff. Penso che Takahata-san sia stato colui che lo ha aiutato a sviluppare le sue capacità. D’altra parte, il rapporto tra il ragazzo e l’[airone] è un rapporto in cui i due non si arrendono l’uno l'altro, si spingono e si tirano.» Nel 2018 la morte di Takahata spinse Miyazaki alla decisione di cambiare la storia, focalizzandosi di più sullo sviluppo dell'amicizia tra Mahito e l'airone, profondamente influenzata dai ricordi condivisi con Suzuki. Il regista era inoltre così addolorato dalla scomparsa del collega da non riuscire per quasi un anno a disegnare il personaggio del prozio, che negli storyboard consegnati alla produzione non compariva mai, pur venendo spesso menzionato. Anche la giovane Kiriko, come affermato da Full Frontal, è ispirata a una persona cara a Miyazaki, ovvero la colorista Michiyo Yasuda, deceduta nel 2016.

##### L'autobiografismo deIl ragazzo e l'airone

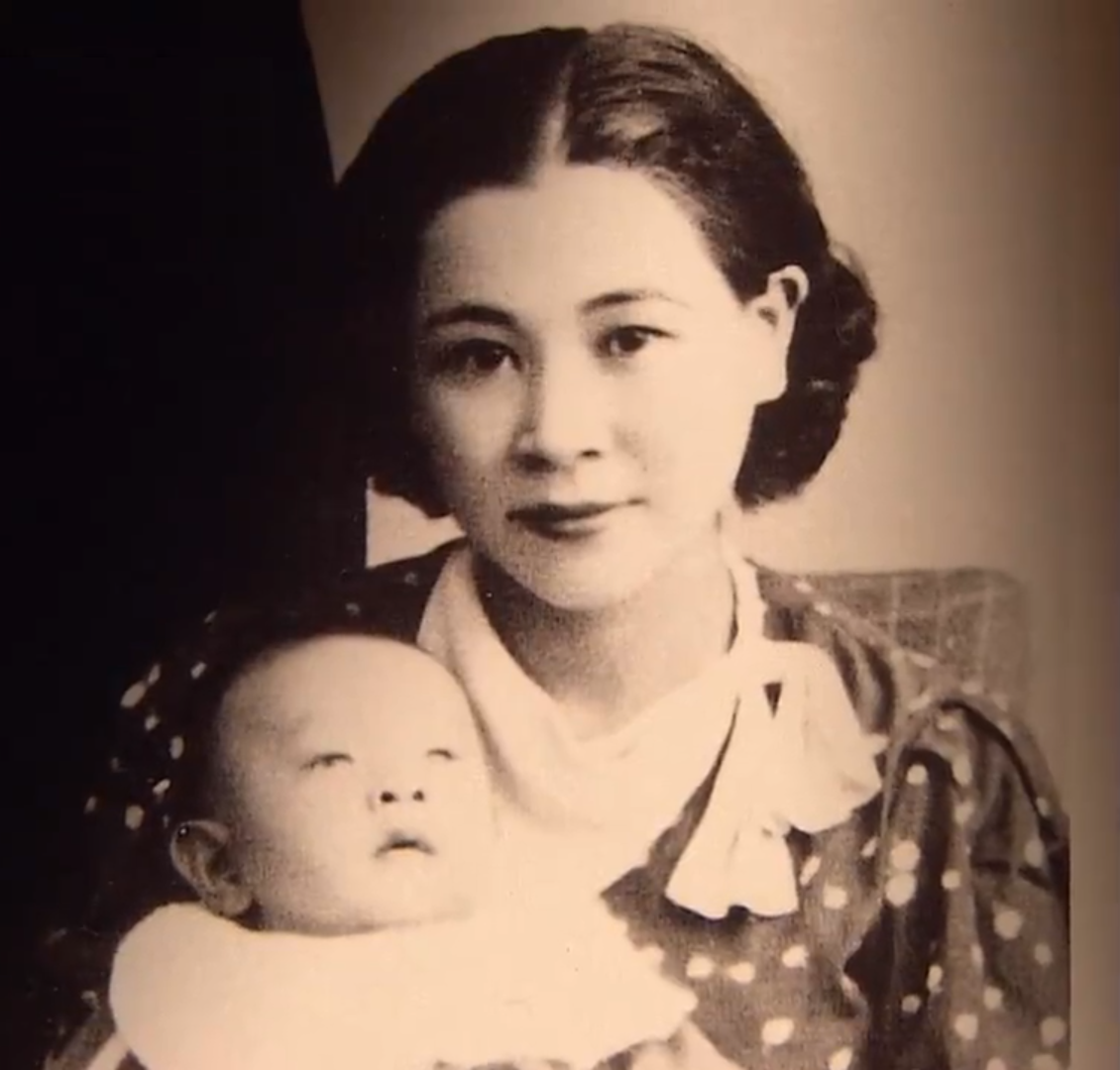
La madre di Hayao Miyazaki, Yoshiko

Per quanto concerne invece la tematica più strettamente autobiografica, Mahito Maki è modellato su come Miyazaki era da bambino, così come Shōichi è ispirato a suo padre, impiegato presso un'industria manifatturiera di componenti per aeroplani da guerra. Inoltre, anche la famiglia Miyazaki era stata costretta a evacuare la città per la campagna a causa dei bombardamenti, come avviene al protagonista. Il rapporto tra Mahito e Hisako Maki è poi simile al rapporto di Miyazaki con sua madre, Yoshiko, la cui perdita è evocata nell'autore (che presumibilmente si ispirò a lei e al suo carattere forte per tratteggiare molti dei personaggi femminili dei suoi film) dalla sequenza dell'incendio dell'ospedale. Secondo Giuseppe Gangi di Ondacinema, anche la rappresentazione degli incendi provocati dai bombardamenti sarebbero basati sui ricordi di Miyazaki che vide Tokyo bruciare durante la guerra del Pacifico.

##### L'airone
I volatili presenti in Il ragazzo e l'airone sono legati a simboli di diversa natura e rivestono ruoli differenti all'interno dell'opera. L'airone è per la tradizione giapponese un animale che si collega con il mondo degli spiriti e simboleggia la purezza, la morte o l'idea di passaggio da una realtà all'altra: sia Mario Manca di Vanity Fair sia Gangi notarono infatti come l'uomo-airone sia uno psicopompo, un traghettatore che porta Mahito e Kiriko all'interno del mondo magico della torre.

##### Comprendere e migliorare il mondo
Matt Schley definì Il ragazzo e l'airone «un racconto di formazione nel quale un bambino deve superare il suo egoismo e imparare a vivere per gli altri.» Ciò è uno dei fili conduttori che lo legano a E voi come vivrete?: per David Rooney del The Hollywood Reporter il lungometraggio amplifica l'idea della crescita spirituale già presente nel romanzo; aperto a diverse interpretazioni, trasmette fondamentalmente la resilienza di fronte al conflitto e al dolore, mentre sostiene la coltivazione di amicizie significative e alleanze affidabili, promuovendo in definitiva il progresso e favorendo «l'umanità e la comprensione nel mondo». Taichiro Yoshino, il nipote di Genzaburō Yoshino, menzionò un incontro a cui aveva partecipato presso gli uffici dello Studio Ghibli nel 2017, durante il quale il regista, guardando indietro ai suoi progetti passati, aveva detto di aver creato principalmente protagonisti maschili allegri e ottimisti e che dunque voleva fare un lungometraggio in cui ci fosse un ragazzo colto nella sua complessità, colto mentre si trovasse alle prese con conflitti interiori e insicurezze, sottolineando il potere di trasformazione derivante dal loro superamento. Yoshino disse che, sebbene due lavori diversi, Il ragazzo e l'airone e E voi come vivrete? condividono un tema centrale, quello degli individui che si perdono e vengono a patti con un mondo caratterizzato da conflitti e perdite.
Il film mira a mandare un messaggio per le future generazioni, ponendole di fronte all'idea di creare «un mondo privo di conflitti con le proprie mani». Secondo Schley la fede di Miyazaki nel potere dei bambini di superare gli adulti in circostanze difficili è esemplificata dal titolo giapponese, che offre ai più piccoli la scelta tra emulare il caos del passato (fatto di guerre e devastazione) e il forgiare un percorso migliore, dimostrando in tal modo il «continuo ottimismo» che è la «più grande testimonianza» dell'immaginazione dell'autore.

## Riconoscimenti
- 2024 - Premi Oscar[153]
  - Miglior film d'animazione
- 2024 - Golden Globe Awards[154][155]
  - Miglior film d'animazione
  - Candidatura per la miglior colonna sonora a Joe Hisaishi
- 2023 – Toronto International Film Festival[156]
  - 3º posto al People's Choice Award
- 2023 - Imagine Film Festival[157]
  - Silver Scream Award
- 2023 – New York Film Critics Circle[158]
  - Miglior film d'animazione
- 2023 - National Board of Review Awards[159]
  - Migliori dieci film dell'anno
- 2023 - Michigan Movie Critics Guild[160]
  - Candidatura come miglior film d'animazione
- 2023 - Las Vegas Film Critics Society[161]
  - Candidatura come miglior film d'animazione
  - Candidatura al William Holden Lifetime Achievement Award a Hayao Miyazaki
- 2023 - Chicago Film Critics Association[162]
  - Miglior film d'animazione
  - Candidatura come miglior film in lingua straniera
- 2023 - Boston Society of Film Critics Awards[163]
  - Miglior film d'animazione
- 2023 - Los Angeles Film Critics Association Awards[164]
  - Miglior film d'animazione
- 2023 - Washington D.C. Area Film Critics Association Awards[165]
  - Candidatura come miglior film d'animazione
  - Candidatura per la miglior interpretazione vocale a Masaki Suda
- 2023 - St. Louis Film Critics Association Awards[166]
  - Candidatura come miglior film d'animazione
- 2023 - Florida Film Critics Circle Awards[167]
  - Miglior film[N 1]
  - Miglior film d'animazione
  - Candidatura come miglior film straniero
  - Miglior colonna sonora a Joe Hisaishi
- 2023 - Indiana Film Journalists Association[168]
  - Candidatura come miglior film straniero
  - Candidatura come miglior film d'animazione
- 2023 - San Diego Film Critics Society Awards[169]
  - Miglior film d'animazione
- 2023 – Toronto Film Critica Association[170]
  - 2º posto come miglior film d'animazione
- 2023 - Philadelphia Film Critics Circle[171]
  - Miglior film straniero
  - Miglior film d'animazione
- 2023 - Dallas-Fort Worth Film Critics Association[172]
  - Miglior film d'animazione
- 2023 - Hochi Film Award[173]
  - Candidatura come miglior film d'animazione
- 2023 - Phoenix Critics Circle[174]
  - Candidatura come miglior film d'animazione
- 2023 - Online Association of Female Film Critics[175]
  - 2º posto come miglior film d'animazione
- 2023 - New Mexico Film Critics[176]
  - Miglior film d'animazione
- 2024 - Alliance of Women Film Journalists[177]
  - Miglior film d'animazione
- 2024 - Georgia Film Critics Association Awards[178]
  - Candidatura come miglior film straniero
  - 2º posto come miglior film d'animazione
- 2024 - DiscussingFilm Critic Awards[179]
  - Candidatura come miglior film straniero
  - 2º posto come miglior film d'animazione
  - Candidatura come miglior colonna sonora a Joe Hisaishi
- 2024 - Astra Awards[180]
  - Candidatura come miglior film d'animazione
  - Miglior regista internazionale a Hayao Miyazaki
- 2024 - Utah Film Critics Association[181]
  - Candidatura come miglior film d'animazione
- 2024 - Houston Film Critics Society[182]
  - Candidatura come miglior film d'animazione
  - Candidatura come miglior colonna sonora a Joe Hisaishi
- 2024 - Seattle Film Critics Society[183][184]
  - Candidatura come miglior film straniero
  - Candidatura come miglior film d'animazione
- 2024 - Austin Film Critics' Association[185]
  - Candidatura come miglior film straniero
  - Candidatura come miglior film d'animazione
- 2024 - Denver Film Critics Society[186]
  - Candidatura come miglior film d'animazione
- 2024 - Hawaii Film Critics Society[187]
  - Candidatura come miglior film d'animazione
  - Candidatura come migliore interpretazione vocale a Robert Pattinson[N 2]
- 2024 - Critics' Choice Movie Awards[188]
  - Candidatura come miglior film d'animazione
- 2024 - Mainichi Film Concours[189][190]
  - Premio Noburō Ōfuji
  - Candidatura come miglior film d'animazione
- 2024 - Online Film Critics Society[191]
  - Candidatura come miglior film d'animazione
- 2024 - Greater Western New York Film Critics Association[192]
  - Miglior film d'animazione
  - Candidatura come miglior film straniero
- 2024 - London Film Critics' Circle[193][194]
  - Film d'animazione dell'anno
  - Candidatura come film in lingua straniera dell'anno
- 2024 - ADG Excellence in Production Design Awards[195]
  - Candidatura per la migliore scenografia per un film d'animazione a Yōji Takeshige
- 2024 - International Cinephile Society Awards[196]
  - 15° miglior film
  - Miglior film d'animazione
  - Miglior colonna sonora a Joe Hisaishi
  - Candidatura come miglior sound design a Koji Kasamatsu
- 2024 - Society of Composers & Lyricists Awards[197]
  - Candidatura come migliore colonna sonora per un film di studio cinematografico a Joe Hisaishi
- 2024 - Annie Awards[198]
  - Miglior storyboard per un film a Hayao Miyazaki
  - Migliore animazione dei personaggi per un film a Takeshi Honda
  - Candidatura come miglior film d'animazione
  - Candidatura alla miglior regia per un film a Hayao Miyazaki
  - Candidatura alla miglior sceneggiatura per un film a Hayao Miyazaki
  - Candidatura alla miglior colonna sonora per un film a Joe Hisaishi
  - Candidatura alla migliore scenografia per un film a Yōji Takeshige
- 2024 - BAFTA[199]
  - Miglior film d'animazione
- 2024 - International Film Music Critics Association Awards[200][201]
  - Miglior colonna sonora originale per un film d'animazione a Joe Hisaishi
  - Candidatura alla miglior colonna sonora cinematografica dell'anno a Joe Hisaishi
- 2024 - Producers Guild of America Awards[202]
  - Candidatura come miglior produzione per un film d'animazione
- 2024 - Dorian Awards[203]
  - Film d'animazione dell'anno
  - Candidatura come film non in lingua inglese dell'anno
  - Candidatura come colonna sonora dell'anno a Joe Hisaishi
- 2024 - Cinema Audio Society Awards[204]
  - Candidatura al miglior sonoro per un film d'animazione a Kōji Kasamatsu
- 2024 - Satellite Awards[205]
  - Miglior film d'animazione o a tecnica mista
- 2024 - Japan Academy Film Prize[206]
  - Animazione dell'anno

## Citazioni e riferimenti

Il sogno in 8½ di Federico Fellini, ripreso da Miyazaki in una scena de Il ragazzo e l'airone

Il ragazzo e l'airone è ricco di rimandi al mondo dell'arte pittorica e cinematografica. Edoardo Ferrarese di Everyeye.it notò che l'animazione dinamica e deformata a causa del calore dell'incendio della sequenza d'apertura rimanderebbe ai «corpi esasperati» dei quadri futuristi di Umberto Boccioni, laddove per Gangi la rappresentazione della magione di Natsuko si rifarebbe alle opere rurali di Paul Cézanne e Gustav Klimt. Entrambi i critici si resero conto di come nel mondo magico si rintraccerebbero maggiori interferenze dell'arte metafisica e surrealista: per Ferrarese da un lato infatti la pietra sospesa in aria richiamerebbe Il castello dei Pirenei di René Magritte, mentre il salone biancastro dove Mahito incontra il prozio si rifarebbe a certe rappresentazioni di Giorgio De Chirico. Dello stesso avviso è Gangi, il quale aggiunge anche Idee chiare di Magritte (sempre per la roccia volante) e L'isola dei morti di Arnold Böcklin, riproposta da Miyazaki come sepolcro dello spirito misterioso in cui il protagonista si scontra con i pellicani e viene salvato da Kiriko.
Per quanto concerne il cinema invece, il recensore di Ondacinema reputò la scena dell'entrata di Mahito nella realtà sovrannaturale, con lui che levita sopra il mare, molto simile alla sequenza onirica che apre 8½ (1963) di Federico Fellini, mentre i nastri di carta che attaccano il giovane si ispirerebbero ai tendaggi che, nel film di Jean Epstein del 1928 La caduta della casa Usher, avvolgono la protagonista, Madeleine Usher.

## Influenza culturale
In seguito alla distribuzione nelle sale de Il ragazzo e l'airone, E voi come vivrete? andò temporaneamente esaurito a causa dell'«effetto sinergico» del film e venne deciso di ristamparlo, mentre numerose copie venivano acquistate sull'applicazione Mercari. Il 20 luglio Iwanami Shoten annunciò, tramite l'account ufficiale Twitter, che l'opera era divenuta, con un milione e ottocentomila copie circolanti, la più venduta di sempre della collana Iwanami Bunko. Sempre sulla scia delle notizie riguardanti la produzione del lungometraggio, il romanzo venne tradotto e distribuito per la prima volta in assoluto in molti Paesi del mondo, tra cui l'Italia, la Francia (Et vous, comment vivrez-vous?), il mondo anglofono (come How do you live?) e quello ispanofono (con il titolo ¿Cómo vives?).
Il 18 dicembre 2019 il pianista jazz italiano Giovanni Mirabassi pubblicò l'album in studio Mitaka Calling, costituito da cover di brani tratti dalle colonne sonore dei film di Hayao Miyazaki, il quale, come riportato sul sito ufficiale del musicista, realizzò l'illustrazione di copertina. Tale disegno si rivelò essere solamente dopo l'uscita del film un estratto di storyboard de Il ragazzo e l'airone e ciò la renderebbe la prima immagine in assoluto diffusa dell'opera.

## Merchandising
Il 27 ottobre 2023 venne pubblicato il libro ufficiale della produzione del film, contenente interviste, discussioni e storyboard documentanti il dietro le quinte della produzione. Dall'8 dicembre invece vennero commercializzate diverse action figure, peluche e portachiavi dei personaggi, poster e borse.

## Documentario
Il 16 dicembre 2023 l'emittente televisiva NHK mandò in onda il documentario Jiburi to miyazakishun no 2399-nichi (ジブリと宮﨑駿の2399日?, lett. "I 2399 giorni di Ghibli e Hayao Miyazaki"), frutto di sette anni di riprese a Miyazaki, il quale acconsentì di venire filmato a patto che il regista lo seguisse in veste di «allievo». Lo speciale venne criticato da alcuni addetti ai lavori, che lo reputarono poco accurato e «fuorviante». In particolare, il periodico Full Frontal e Masakatsu Ishizone (aiuto regista in Princess Mononoke e I miei vicini Yamada) notarono come persone con cui Miyazaki era particolarmente legato non fossero state minimamente menzionate (come Michiyo Yasuda) e in particolare avvertirono come il rapporto mostrato con Takahata desse «un'impressione fuorviante di un "complesso di inferiorità"».
Jiburi to miyazakishun no 2399-nichi è una versione abbreviata del documentario Hayao Miyazaki e l'Airone, uscito nel 2024. In Italia è stato distribuito al cinema da Lucky Red, dal 25 al 27 novembre 2024.